# Tiliqua adelaidensis
Tiliqua adelaidensis är en ödleart som beskrevs av  Peters 1863. Tiliqua adelaidensis ingår i släktet Tiliqua och familjen skinkar. Inga underarter finns listade i Catalogue of Life.
Denna ödla förekommer i delstaten South Australia i Australien norr om Adelaide. Den lever i gräsmarker. Honor kan para sig med olika hannar. Individerna vilar i jordhålor som skapades av spindeldjur. Äggen kläcks redan inuti honans kropp.
Beståndet hotas av landskapsförändringar. Under vandringar kan diken föreställa större hinder. Tiliqua adelaidensis kan uthärda betesmarker med får när buket inte är intensiv. Utbredningsområdet är maximal 500 km² stort. IUCN kategoriserar arten globalt som starkt hotad.